# Thomas Marmaduke
Thomas Marmaduke foi um explorador, baleeiro e caçador de focas inglês que viveu no início do século XVII e que afirmou ter descoberto as ilhas árticas de Spitsbergen e Jan Mayen, mas não há provas dessas afirmações.

## Biografia
Desconhecem-se os dados sobre o seu nascimento e morte. Parece ter sido um homem muito enérgico e atrevido. Comandou um dos dois interlopers (embarcação usada no comércio) de Kingston upon Hull enviados à Ilha do Urso em 1609. Alegou-se que nesse ano, navegando no Heartsease, «descobriu» a ilha de Spitsbergen (no arquipélago das ilhas Svalbard), embora não existam provas dessa afirmação, e a ilha já ter sido descoberta pela expedição do navegador neerlandês Willem Barents no verão de 1596. Nessa reivindicação os comerciantes de Hull basearam os seus direitos para a pesca de baleias em Spitsbergen em décadas posteriores.
Em 1611, Marmaduke foi enviado de novo, desta vez no interloper Hopewell de Hull. Caçou morsas ou «morsas-do-mar» (como eram denominadas). Em julho, Marmaduke reuniu-se com duas chalupas da Mary Margaret, uma embarcação enviada pela Companhia de Moscóvia para caçar baleias, no fiorde de Hornsund (na ponta meridional da costa ocidental da ilha Spitsbergen). O seu barco tinha sido apresado pelos gelos perto de Comfortless Cove (Engelskbukta), a norte do Hornsund. Marmaduke levou-os para norte da baía com o intuito de salvar os seus bens. Mais tarde, Jonas Poole, capitão e piloto do Elizabeth, navegou na baía e procurou trasladar a sua carga para poder acomodar as mercadorias do Mary Margaret, mas ao fazê-lo o seu barco soçobrou, obrigando a tripulação do Mary Margaret e do Elizabeth a navegar de regresso a casa a bordo do Hopewell. Nesse ano ou no seguinte, Marmaduke afirmou ter descoberto Jan Mayen e a ter chamado ilha da Trindade. Não há provas cartográficas o escritas que avalen esta alegada descoberta.
Na temporada seguinte (1612) Marmaduke navegou novamente como capitão do Hopewell, mas desta vez numa viagem de caça à baleia. Poole disse que tinha chegado aos 82°N, mas tal parece pouco provável. Os seus homens tinham alcançado Gråhuken (Grey Hook), na entrada ocidental do Wijdefjorden, onde, em princípios de agosto de 1614, Robert Fotherby e William Baffin encontraram uma cruz, gravada com o nome Laurence Prestwood, bem como outras duas ou três, datadas de 17 de agosto de 1612. Em 1613, Marmaduke navegou ao serviço da Companhia de Moscóvia no Matthew (250 toneladas), como vice-almirante da frota baleeira inglesa. Afirmou ter descoberto a ilha de Hopen nesse ano, a qual nomeou em memória do seu anterior barco, o Hopewell. Este alegado descobrimento é mostrado no Mapa da Companhia de Moscóvia (1625), no qual a data 1613 aparece ao lado da ilha. 
Marmaduke navegou uma vez mais pela Companhia de Moscóvia como capitão do Heartsease na temporada seguinte (1614), explorando a costa de Spitsbergen de nordeste para noroeste, até pelo menos Gråhuken, onde Fotherby e Baffin encontraram alguns membros da sua tripulação numa chalupa. Uns baleeiros flamengos disseram que se tinham encontrado com ele na ilha do Urso em 1617. Nesse mesmo ano também se disse que tinha estado de regresso a Hopen. É mencionado pela última vez em 1619, quando foi visto no Horn Sound. Nada mais se sabe sobre Thomas Marmaduke.